# Sheryl Crow

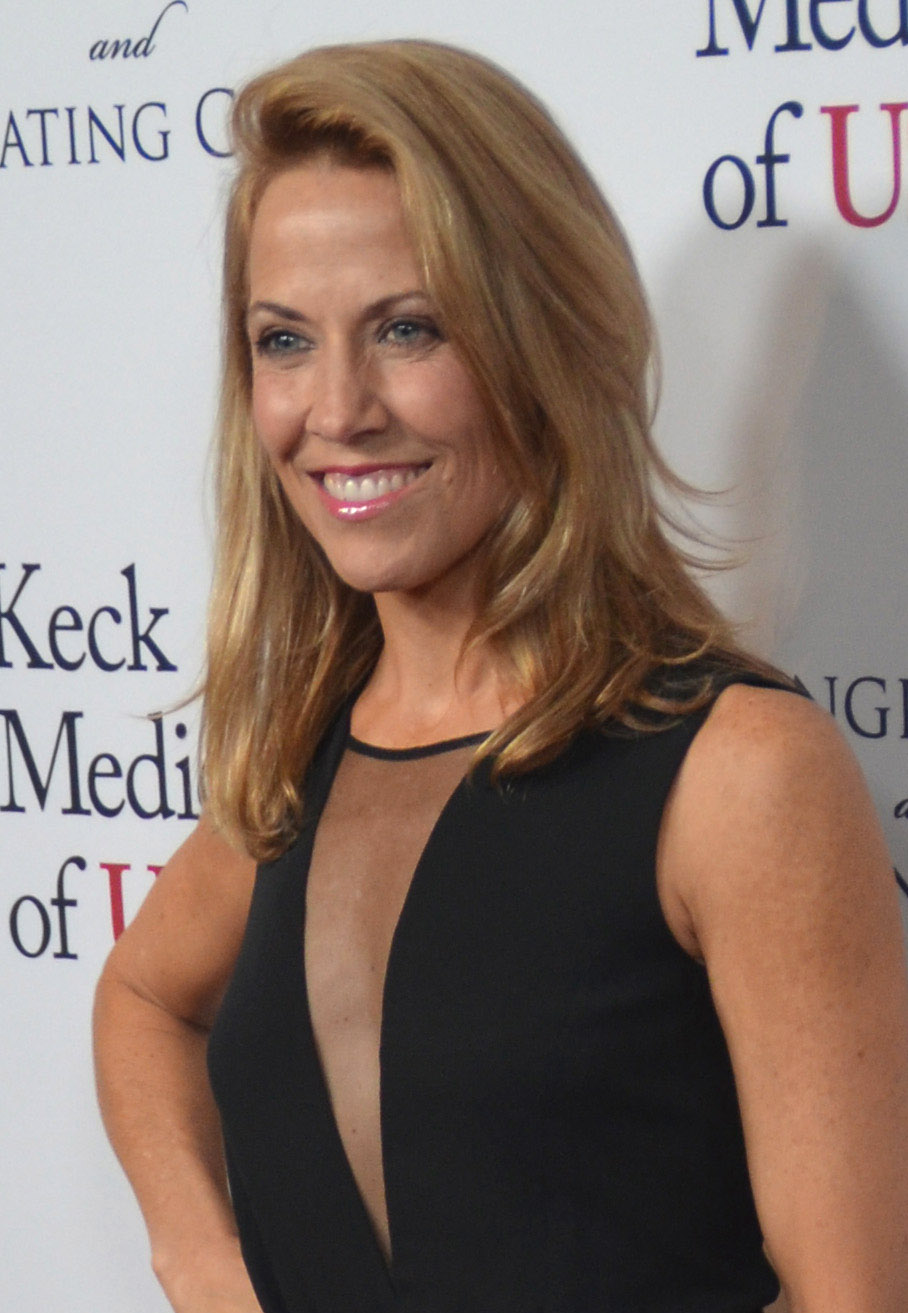
Sheryl Crow (2014)

Sheryl Suzanne Crow (* 11. Februar 1962 in Kennett, Missouri) ist eine US-amerikanische Rocksängerin, Gitarristin, Bassistin, Pianistin, Songschreiberin und mehrfache Grammy-Preisträgerin.

## Musikkarriere

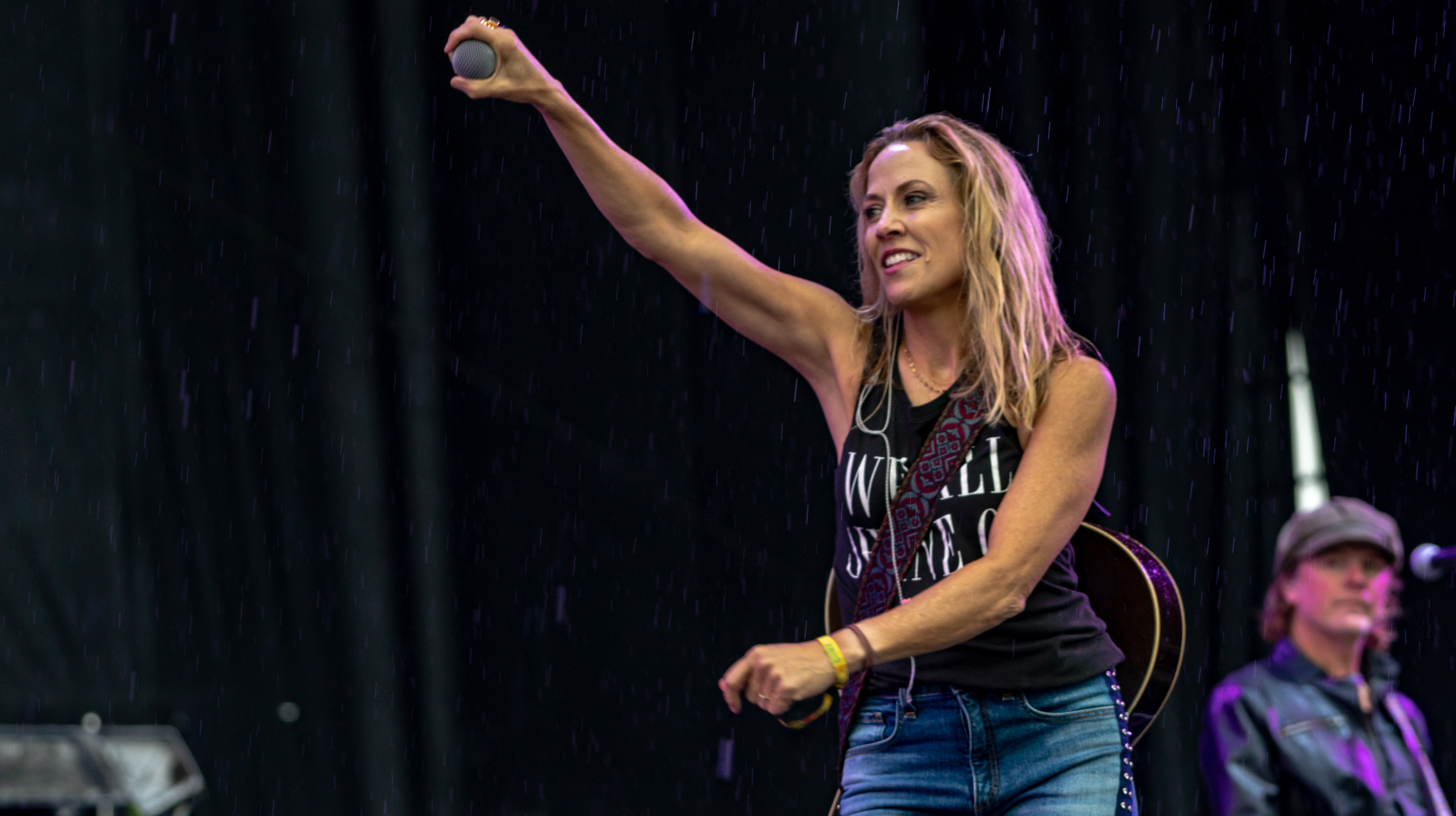
Auf einem Konzert 2018

Crows Eltern, Bernice und Wendell Crow, spielten in einer Jazzband Klavier und Trompete. In diesem musikalischen Umfeld lag es nahe, dass Sheryl Crow an der University of Missouri-Kansas City Musik studierte. Danach arbeitete sie als Musiklehrerin mit behinderten Kindern.
Das Keyboard, das sie morgens in der Schule nutzte, verrichtete abends seinen Dienst in diversen Amateurbands, wo Sheryl Crow auch erste Erfahrungen als Sängerin sammelte. Dort hörte sie der Mitarbeiter einer Werbeagentur und bot ihr spontan an, einige Radio-Werbespots zu singen. Crow nahm das Angebot an und hatte wenig später in ein paar Stunden mehr verdient als in einem Monat als Lehrerin. Sie zog nach Los Angeles und versuchte, im Showgeschäft Fuß zu fassen, zunächst einmal jedoch ohne Erfolg.
Ihre Karriere begann 1987, als Michael Jackson sie als Background-Sängerin für seine erste Welttournee engagierte. Weitere Engagements als Backgroundsängerin (unter anderem bei Don Henley von den Eagles oder dem 30th Anniversary Concert Celebration-Jubiläumskonzert für Bob Dylan) folgten. Wenig später nahm A&M Records sie unter Vertrag und produzierte auch ein Album mit Crow, das jedoch in letzter Sekunde zurückgezogen wurde und bis heute unveröffentlicht blieb.
Über den Musikproduzenten Bill Bottrell, der gebeten wurde, sich zusammen mit Kevin Gilbert, ihrem damaligen Freund, um das Songmaterial von Sheryl Crow zu kümmern, gelangte sie zu einem lockeren Zusammenschluss von Musikern, der sich „Tuesday Music Club“ nannte. Hieraus entstand ihr Debütalbum Tuesday Night Music Club, das im August 1993 erschien. Es wurde jedoch erst ein weltweiter Erfolg, als im Spätsommer 1994 die Hit-Single All I Wanna Do veröffentlicht wurde.
Die Kehrseite dieses Erfolgs war das Zerwürfnis mit Bill Bottrell und den anderen Musikern des Albums, da Sheryl Crow in der Öffentlichkeit als alleinige Verantwortliche und kreative Kraft des Albums vermarktet wurde und sie die Ideen anderer Leute als ihre eigenen ausgab. Zudem trennte sie sich von Kevin Gilbert, der die eigentliche kreative Kraft hinter dem TMC gewesen war. Insbesondere die Tatsache, dass sie bei David Letterman das Lied Leaving Las Vegas als autobiografisch ausgab, obwohl sie weder an der Entstehung des Textes noch an der Musik beteiligt gewesen war, vertiefte das Zerwürfnis noch mehr. Kevin Gilbert, der die Trennung nie wirklich verkraftet hatte, starb 1996 an autoerotischer Asphyxiation.
Im Frühjahr 1994 tourte Crow im Vorprogramm von Crowded House durch die USA, was zu ihrer bis heute andauernden Freundschaft mit dem Bandchef Neil Finn führte (Everyday Is a Winding Road ist dem 2005 verstorbenen Schlagzeuger Paul Hester gewidmet). 1995 erhielt Sheryl Crow mehrere Grammys, unter anderem als beste Newcomerin.
In den Folgejahren veröffentlichte Crow weitere Alben und tourte regelmäßig um die Welt. Hierbei produzierte sie ihre Musik zunehmend selbst und erwies sich als äußerst talentiert und musikalisch vielseitig. Zahlreiche Gastauftritte in Konzerten und auf CDs anderer Musiker zeugen von ihrem hohen professionellen Standard. So war sie seit Mitte der 1990er-Jahre regelmäßiger Gast bei Konzerten der Rolling Stones, die sie in Interviews scherzhaft als „unsere kleine Schwester“ bezeichneten. 1999 arbeitete Crow mit Prince zusammen und ist auf dessen beiden Alben Rave Un2 the Joy Fantastic und Rave In2 the Joy Fantastic als Leadsängerin und mit der Mundharmonika im Song Baby Knows vertreten.
2005 trat Crow beim Live-8-Konzert im Schloss von Versailles bei Paris auf. Anfang 2006 musste sie sich einer Brustkrebsoperation unterziehen. Daher wurde ihre für März und April geplante Nordamerikatournee verschoben. Nach der Operation und anschließender Strahlentherapie nahm sie ihre Karriere wieder auf. Für den Disney/Pixar-Animationsfilm Cars sang sie 2006 das Lied Real Gone. Außerdem sang, schrieb und spielte sie den Titelsong Try Not to Remember für den Antikriegsfilm Home of the Brave.
Am 5. Februar 2008 erschien ihr Album Detours in den USA. In Europa und somit auch in Deutschland wurde das Album am 22. Februar 2008 veröffentlicht.
Am 11. Oktober 2008 kam ihr Weihnachtsalbum Home for Christmas in den USA exklusiv in den Geschäften von Hallmark in den Handel. Wenig später erschien das Album mit leicht veränderter Titelfolge und anderem Cover auch in Deutschland.
Am 20. Juli 2010 erschien das Album 100 Miles from Memphis, das von klassischem Soul geprägt ist. Der Titel Summer Day erschien vorab als Single. In einem Lied wird sie von Keith Richards auf der Gitarre begleitet, in einem anderen Lied singt Justin Timberlake im Hintergrund. Das Album enthält einige Coverversionen, darunter ein Stück von Citizen Cope, das dieser selbst begleitet.
Am 8. März 2024 erschien Digging in the Dirt in einer Coverversion von Sheryl Crow, in der Peter Gabriel mitsingt. Der Song entstand als letzter im Rahmen der Arbeiten an dem Album Evolution vom 29. März 2024. In einem Facebook-Reel erklärte Sheryl Crow, dass der Song an Peter Gabriel geschickt wurde und dieser den Song dann mit zusätzlichem Gesang zurück schickte.
Im März 2024 gab sie im Zusammenhang mit der Veröffentlichung ihres Albums Evolution bekannt, dass von ihr niemals neue Songs posthum veröffentlicht werden. Sie sagte, dass sie in ihrem Testament verfügt hat, dass keine Demoaufnahmen von ihr nach ihrem Tod veröffentlicht werden sollen, damit andere damit Geld verdienen. Die Nichtveröffentlichung von Songs hätte Gründe, wie, dass sie damit unzufrieden sei oder nicht dahinter stehen würde.

## Privates
Sheryl Crow hatte Beziehungen mit Eric Clapton und Owen Wilson, den sie bei den Dreharbeiten zu The Minus Man kennengelernt hatte. Das Paar trennte sich 2001. Von Oktober 2003 bis Januar 2006 war sie mit dem Radrennfahrer Lance Armstrong liiert. Im September 2005 gaben sie die Verlobung bekannt, Anfang Februar 2006 ließ das Paar jedoch in einer öffentlichen Stellungnahme die Trennung verlauten. Im Mai 2007 adoptierte Crow einen kleinen Jungen, Wyatt Steven, und drei Jahre danach einen weiteren, Levi James.
Anfang Juni 2012 wurde bekannt, dass Crow unter einem Hirntumor leidet. Den Tumor, der von Ärzten als gutartig diagnostiziert wurde, machte Crow für aufgetretene Gedächtnislücken verantwortlich.
Crow lebt in Nashville, Tennessee.

## Musikstil

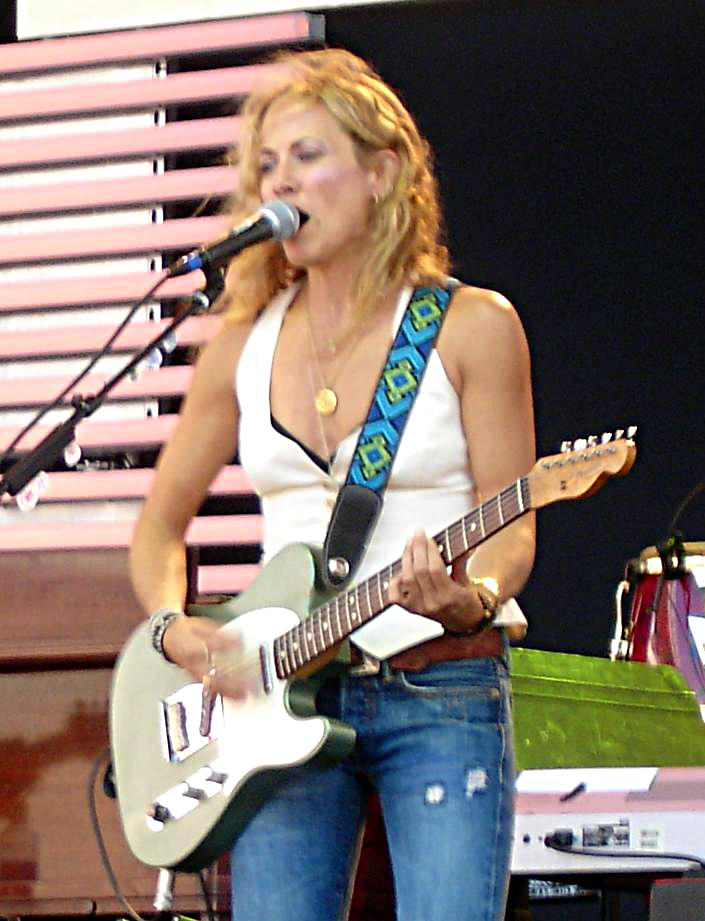
Sheryl Crow (2007)

Ihre frühen Arbeiten sind gekennzeichnet durch die Konzentration auf die Slide-Gitarre, später wurden ihre Songs moderner, „elektronischer“ und fallen eher in die Kategorie Popmusik. Zu ihren erfolgreichsten Liedern zählen All I Wanna Do, If It Makes You Happy, Everyday Is a Winding Road, My Favorite Mistake und Soak Up the Sun. 2004 landete sie mit der Coverversion des Cat-Stevens-Liedes The First Cut Is the Deepest einen weltweiten Hit, insbesondere wurde sie in Bahrain die erste und bisher einzige westliche Künstlerin, die einen Nummer-1-Hit erzielen konnte. Von ihr stammt auch Tomorrow Never Dies, das Titellied des 1997 erschienenen James-Bond-Filmes gleichen Namens (deutscher Titel Der Morgen stirbt nie).

## Instrumente
Obwohl Crow in erster Linie Sängerin ist, spielt sie auch diverse Instrumente, vorzugsweise Westerngitarren von Gibson, hauptsächlich Dreadnought-Modelle wie Gibson Hummingbird, Gibson J-45 oder Gibson SJ-200. Ihr zu Ehren brachte Gibson 2007 die Sheryl-Crow-Signature-Gitarre heraus. Das von ihr am meisten genutzte E-Gitarren-Modell ist eine Fender Telecaster. Auch Fender brachte 2012 ihr zu Ehren eine Fender 1959 Sheryl Crow Signature Telecaster heraus. Das von ihr fast ausschließlich verwendete E-Bass-Modell ist ein Guild M-85-II Shortscale Bass, während sie in den 1990er Jahren noch regelmäßig einen Music Man StingRay Bass spielte.

## Auszeichnungen
1995 wurde Crow mit drei Grammy Awards in den Sparten Best New Artist (beste neue Künstlerin), Record of the Year (Single des Jahres; All I Wanna Do) und Best Female Pop Vocal Performance (Beste Weibliche Gesangsdarbietung – Pop) ausgezeichnet. Zwei weitere Grammys erhielt sie für ihre Alben Sheryl Crow (1997) und The Globe Sessions (1999); jeweils in der Kategorie Best Rock Album (bestes Rock-Album). Für ihre Songs If It Makes You Happy (1997), Sweet Child o’ Mine (2000), There Goes the Neighborhood (2001) und Steve McQueen (2003) gewann sie Grammys in der Kategorie „Best Rock Vocal Female Performance“ (Beste weibliche Rock-Gesangsdarbietung).
Im Dezember 2001 erhielt Crow einen Ehrendoktortitel der Southeast Missouri State University.
2023 wurde sie in die Rock and Roll Hall of Fame aufgenommen.

## Transzendentale Meditation
Crow unterstützte mit einem Auftritt das Benefiz-Konzert Change Begins Within der David Lynch Foundation for Consciousness-Based Education and World Peace am 4. April 2009 in der Radio City Music Hall, New York City, u. a. mit Paul McCartney, Ringo Starr, Donovan, Ben Harper, Eddie Vedder und Moby. Mit den Konzerteinnahmen will die Stiftung sozial benachteiligten Kindern die Möglichkeit geben, Transzendentale Meditation zu erlernen.

## Diskografie
Studioalben

| Jahr | Titel Musiklabel                           | Höchstplatzierung, Gesamtwochen, AuszeichnungChartplatzierungen (Jahr, Titel, Musiklabel, Platzierungen, Wochen, Auszeichnungen, Anmerkungen) | Höchstplatzierung, Gesamtwochen, AuszeichnungChartplatzierungen (Jahr, Titel, Musiklabel, Platzierungen, Wochen, Auszeichnungen, Anmerkungen) | Höchstplatzierung, Gesamtwochen, AuszeichnungChartplatzierungen (Jahr, Titel, Musiklabel, Platzierungen, Wochen, Auszeichnungen, Anmerkungen) | Höchstplatzierung, Gesamtwochen, AuszeichnungChartplatzierungen (Jahr, Titel, Musiklabel, Platzierungen, Wochen, Auszeichnungen, Anmerkungen) | Höchstplatzierung, Gesamtwochen, AuszeichnungChartplatzierungen (Jahr, Titel, Musiklabel, Platzierungen, Wochen, Auszeichnungen, Anmerkungen) | Anmerkungen                                                    |
| Jahr | Titel Musiklabel                           | DE | AT | CH | UK | US | Anmerkungen                                                    |
| ---- | ------------------------------------------ | --- | --- | --- | --- | --- | -------------------------------------------------------------- |
| 1993 | Tuesday Night Music Club A&M Records (A&M) | DE9 Gold · (49 Wo.)DE | AT3 Gold · (18 Wo.)AT | CH6 Platin · (33 Wo.)CH | UK8 ×2Doppelplatin · (73 Wo.)UK | US3 ×7Siebenfachplatin · (100 Wo.)US | Erstveröffentlichung: 3. August 1993 Verkäufe: + 13.895.000    |
| 1996 | Sheryl Crow A&M Records (A&M)              | DE17 (16 Wo.)DE | AT8 (10 Wo.)AT | CH3 Gold · (21 Wo.)CH | UK5 ×3Dreifachplatin · (74 Wo.)UK | US6 ×3Dreifachplatin · (63 Wo.)US | Erstveröffentlichung: 24. September 1996 Verkäufe: + 4.655.000 |
| 1998 | The Globe Sessions A&M Records (A&M)       | DE4 (16 Wo.)DE | AT19 (7 Wo.)AT | CH5 Gold · (9 Wo.)CH | UK2 Platin · (45 Wo.)UK | US5 Platin · (53 Wo.)US | Erstveröffentlichung: 22. September 1998 Verkäufe: + 2.632.500 |
| 2002 | C’mon C’mon A&M Records (UMG)              | DE7 (18 Wo.)DE | AT4 (12 Wo.)AT | CH4 Gold · (20 Wo.)CH | UK2 Gold · (13 Wo.)UK | US2 Platin · (61 Wo.)US | Erstveröffentlichung: 9. April 2002 Verkäufe: + 2.560.000      |
| 2005 | Wildflower A&M Records (UMG)               | DE21 (4 Wo.)DE | AT51 (3 Wo.)AT | CH17 (6 Wo.)CH | UK25 (2 Wo.)UK | US2 Platin · (42 Wo.)US | Erstveröffentlichung: 27. September 2005 Verkäufe: + 1.100.000 |
| 2008 | Detours A&M Records (UMG)                  | DE18 (5 Wo.)DE | AT32 (3 Wo.)AT | CH14 (7 Wo.)CH | UK20 (3 Wo.)UK | US2 (23 Wo.)US | Erstveröffentlichung: 5. Februar 2008 Verkäufe: + 455.000      |
| 2010 | 100 Miles from Memphis A&M Records (UMG)   | DE46 (2 Wo.)DE | AT38 (4 Wo.)AT | CH17 (7 Wo.)CH | UK34 (2 Wo.)UK | US3 (12 Wo.)US | Erstveröffentlichung: 20. Juli 2010 Verkäufe: + 219.000        |
| 2013 | Feels Like Home Sea Gayle Music (WMG)      | — | — | CH60 (2 Wo.)CH | UK16 (4 Wo.)UK | US7 (8 Wo.)US | Erstveröffentlichung: 10. September 2013 Verkäufe: + 65.000    |
| 2017 | Be Myself Wylie Songs (WMG)                | DE97 (1 Wo.)DE | — | CH43 (1 Wo.)CH | UK47 (3 Wo.)UK | US22 (2 Wo.)US | Erstveröffentlichung: 21. April 2017 Verkäufe: + 20.000        |
| 2019 | Threads The Valory Music Co. (UMG)         | DE25 (4 Wo.)DE | AT34 (1 Wo.)AT | CH9 (6 Wo.)CH | UK10 (2 Wo.)UK | US30 (2 Wo.)US | Erstveröffentlichung: 30. August 2019 Verkäufe: + 49.200       |
| 2024 | Evolution The Valory Music Co. (UMG)       | DE67 (1 Wo.)DE | AT70 (1 Wo.)AT | CH9 (1 Wo.)CH | UK90 (1 Wo.)UK | — | Erstveröffentlichung: 29. März 2024                            |